# Politique en Lorraine
Le conseil régional de Lorraine est jusqu'en 2015 l'assemblée élue de la région Lorraine. La Lorraine est depuis incluse dans la région Grand Est. 

## Collectivités locales

### Meurthe-et-Moselle
députés, sénateurs, conseillers généraux, conseillers régionaux, préfets.

### Meuse
députés, sénateurs, conseillers généraux, conseillers régionaux, préfets

### Moselle
députés, sénateurs, conseillers généraux, conseillers régionaux, préfets

### Vosges
députés, sénateurs, conseillers généraux, conseillers régionaux, préfets

## Initiatives
- Grande Région
- QuattroPole
- Sillon Lorrain

## Partis politiques locaux
- Parti lorrain (PL) : parti autonomiste centriste, fondé en 2010, participe aux élections régionales de 2015 sur des listes communes avec le Parti des Mosellans, Unser Land (Alsace) et l'Alliance écologiste indépendante (Champagne-Ardennes)[1]. Dans la perspective des législatives de 2017, il s'allie à différentes petites formations politiques citoyennes, écologistes et régionalistes au sein du « Mouvement 100% »[2].
- Parti des Mosellans / Partei der Mosellothringer : parti régionaliste, membre de Régions et peuples solidaires depuis août 2015[3], également membre du Mouvement 100% en vue des législatives de 2017.
- Vosges d'abord (VA) : mouvement régionaliste d'extrême droite (mouvance identitaire) présent dans le département des Vosges, fondé en 2007[réf. nécessaire].

## Élections
- Élections législatives de 2007 en Lorraine
- Élections régionales de 2010 en Lorraine